# Лідія Штайнбах
Лідія Штайнбах (нім. Lydia Steinbach; нар. 30 липня 1980) — колишня німецька тенісистка.
Найвищу одиночну позицію світового рейтингу — 262 місце досягла 27 серпня 2001, парну — 176 місце — 4 лютого 2002 року.
Здобула 1 одиночний та 10 парних титулів туру ITF.
Завершила кар'єру 2010 року.

## Фінали ITF

### Одиночний розряд (1–6)
| Легенда         |
| --------------- |
| турніри $25,000 |
| турніри $10,000 |

| Результат | Ранг | Дата           | Турнір                    | Покриття   | Суперниця          | Рахунок            |
| --------- | ---- | -------------- | ------------------------- | ---------- | ------------------ | ------------------ |
| Поразка   | 1.   | 9 серпня 1998  | Ребек, Бельгія            | Ґрунт      | Дафне ван де Занде | 1–6, 3–6           |
| Поразка   | 2.   | 13 червня 1999 | Майнерцгаґен, Німеччина   | Ґрунт      | Мартіна Мюллер     | 0–6, 2–6           |
| Поразка   | 3.   | 16 жовтня 2000 | Жуе-ле-Тур, Франція       | Тверде (i) | Даллі Рандріантефі | 0–4, 1–4           |
| Поразка   | 4.   | 4 лютого 2001  | Тіптон, Велика Британія   | Ґрунт      | Анн-Лор Ейтц       | 4–6, 6–3, 6–7(2–7) |
| Перемога  | 5.   | 29 квітня 2001 | Сан-Северо, Італія        | Ґрунт      | Світлана Кузнецова | 2–6, 7–6(5), 6–3   |
| Поразка   | 6.   | 13 липня 2003  | Дармштадт, Німеччина      | Ґрунт      | Алена Вашкова      | 3–6, 1–6           |
| Поразка   | 7.   | 24 липня 2006  | Горб-ам-Неккар, Німеччина | Ґрунт      | Сандра Мартинович  | 6–3, 1–6, 4–6      |

### Парний розряд (10–7)
| Результат | Ранг | Дата              | Турнір                            | Покриття   | Партнерка          | Суперниці                                 | Рахунок            |
| --------- | ---- | ----------------- | --------------------------------- | ---------- | ------------------ | ----------------------------------------- | ------------------ |
| Перемога  | 1.   | 28 вересня 1998   | Глазго, Велика Британія           | Килим (i)  | Ева Дірберг        | Гелен Крук Вікторія Девіс                 | 6–4, 5–7, 6–3      |
| Перемога  | 2.   | 16 листопада 1998 | Біль (місто), Швейцарія           | Тверде (i) | Дая Беданова       | Грета Арн Каталін Мішкольці               | 6–2, 6–1           |
| Поразка   | 3.   | 13 червня 1999    | Майнерцгаґен, Німеччина           | Ґрунт      | Дженніфер Тіннахер | Б'янка Кремер Ніколе Зайтенбехер          | 6–7, 0–6           |
| Перемога  | 4.   | 12 лютого 2001    | Sutton, Велика Британія           | Тверде (i) | Елені Даніліду     | Аманда Гопманс Патті ван Аккер            | 6–0, 6–4           |
| Перемога  | 5.   | 15 липня 2001     | Дармштадт, Німеччина              | Ґрунт      | Магдалена Кучерова | Мілена Неквапілова Гана Шромова           | 6–1, 6–2           |
| Перемога  | 6.   | 6 серпня 2001     | Гехінген (Цоллернальб), Німеччина | Ґрунт      | Магдалена Кучерова | Даніела Клеменшиц Сандра Клеменшиц        | 5–7, 6–2, 6–1      |
| Перемога  | 7.   | 22 жовтня 2001    | Ополе, Польща                     | Килим      | Магдалена Кучерова | Мілена Неквапілова Гана Шромова           | 6–3, 6–2           |
| Поразка   | 8.   | 5 серпня 2002     | Гехінген (Цоллернальб), Німеччина | Ґрунт      | Шеллі Стефенс      | Андреа Гласс Ясмін Вер                    | 4–6, 5–7           |
| Поразка   | 9.   | 12 серпня 2002    | Інсбрук, Австрія                  | Ґрунт      | Магдалена Кучерова | Гульнара Фаттахетдінова Марія Кондратьєва | 4–6, 6–4, 3–6      |
| Перемога  | 10.  | 1 вересня 2002    | Білефельд, Німеччина              | Ґрунт      | Ліза Фріц          | Мартіна Бабакова Ленка Тварошкова         | 7–5, 6–4           |
| Поразка   | 11.  | 14 липня 2003     | Гархінг-бай-Мюнхен, Німеччина     | Ґрунт      | Антонія Матіч      | Анжеліка Бахманн Ленка Немечкова          | 2–6, 6–7(7–9)      |
| Поразка   | 12.  | 3 серпня 2003     | Бад-Заульгау, Німеччина           | Ґрунт      | Антонія Матіч      | Хрістіна Фітц Катрін Верле-Шеллер         | 2–6, 1–6           |
| Поразка   | 13.  | 24 липня 2006     | Горб-ам-Неккар, Німеччина         | Ґрунт      | Юлія Гергес        | Йосипа Бек Дія Евтімова                   | 6–3, 3–6, 3–6      |
| Перемога  | 14.  | 6 серпня 2006     | Бад-Заульгау, Німеччина           | Ґрунт      | Йосипа Бек         | Мартіна Бабакова Лінда Смоленакова        | 6–4, 6–3           |
| Поразка   | 15.  | 4 вересня 2006    | Дюссельдорф, Німеччина            | Ґрунт      | Коріна Перковіч    | Франціска Ецель Лаура Цельдер             | 1–6, 7–6(9–7), 2–6 |
| Перемога  | 16.  | 6 листопада 2006  | Ісманінг, Німеччина               | Килим (i)  | Ева-Марія Гох      | Забріна Йольк Аннетте Кольб               | 6–2, 6–1           |
| Перемога  | 17.  | 24 серпня 2008    | Вальштедт, Німеччина              | Ґрунт      | Юлія Петов         | Домініце Ріполль Лусія Сайнс              | 6–4, 6–4           |